# Ovamboite
La ovamboite è un minerale.